# 367 î.Hr.

## Decese
- dată necunoscută: Dionysios I din Siracuza  (n. 430 î.Hr.)
- dată necunoscută: Euridice (Macedonia)  (n. 407 î.Hr.)